# Metagonia petropolis
Metagonia petropolis is een spinnensoort uit de familie trilspinnen (Pholcidae). De soort komt voor in Brazilië.